# Divisione Regionale 1 2024-2025 (pallacanestro maschile)
La Divisione Regionale 1 2024-2025 è stata la 2ª edizione del torneo di Divisione Regionale 1. La competizione è cominciata nel settembre del 2024 e si è conclusa nel mese di giugno del 2025.

## Campionati regionali disputati
| Regione                  | Gironi presenti       | Gironi presenti       | Gironi presenti       | Gironi presenti       | Gironi presenti          | Gironi presenti          | Gironi presenti          | Gironi presenti          | Gironi presenti         | Gironi presenti         | Gironi presenti         | Gironi presenti         |
| ------------------------ | --------------------- | --------------------- | --------------------- | --------------------- | ------------------------ | ------------------------ | ------------------------ | ------------------------ | ----------------------- | ----------------------- | ----------------------- | ----------------------- |
| Abruzzo                  | Unico 10 squadre      | Unico 10 squadre      | Unico 10 squadre      | Unico 10 squadre      | Unico 10 squadre         | Unico 10 squadre         | Unico 10 squadre         | Unico 10 squadre         | Unico 10 squadre        | Unico 10 squadre        | Unico 10 squadre        | Unico 10 squadre        |
| Calabria                 | Unico 9 squadre       | Unico 9 squadre       | Unico 9 squadre       | Unico 9 squadre       | Unico 9 squadre          | Unico 9 squadre          | Unico 9 squadre          | Unico 9 squadre          | Unico 9 squadre         | Unico 9 squadre         | Unico 9 squadre         | Unico 9 squadre         |
| Campania                 | Girone A 18 squadre   | Girone A 18 squadre   | Girone A 18 squadre   | Girone A 18 squadre   | Girone A 18 squadre      | Girone A 18 squadre      | Girone B 17 squadre      | Girone B 17 squadre      | Girone B 17 squadre     | Girone B 17 squadre     | Girone B 17 squadre     | Girone B 17 squadre     |
| Emilia-Romagna           | Girone A 11 squadre   | Girone A 11 squadre   | Girone A 11 squadre   | Girone A 11 squadre   | Girone B 11 squadre      | Girone B 11 squadre      | Girone B 11 squadre      | Girone B 11 squadre      | Girone C 11 squadre     | Girone C 11 squadre     | Girone C 11 squadre     | Girone C 11 squadre     |
| Friuli-Venezia Giulia    | Girone A 12 squadre   | Girone A 12 squadre   | Girone A 12 squadre   | Girone A 12 squadre   | Girone A 12 squadre      | Girone A 12 squadre      | Girone B 12 squadre      | Girone B 12 squadre      | Girone B 12 squadre     | Girone B 12 squadre     | Girone B 12 squadre     | Girone B 12 squadre     |
| Lazio                    | Girone A 10 squadre   | Girone A 10 squadre   | Girone A 10 squadre   | Girone B 10 squadre   | Girone B 10 squadre      | Girone B 10 squadre      | Girone C 9 squadre       | Girone C 9 squadre       | Girone C 9 squadre      | Girone D 9 squadre      | Girone D 9 squadre      | Girone D 9 squadre      |
| Liguria                  | Unico 12 squadre      | Unico 12 squadre      | Unico 12 squadre      | Unico 12 squadre      | Unico 12 squadre         | Unico 12 squadre         | Unico 12 squadre         | Unico 12 squadre         | Unico 12 squadre        | Unico 12 squadre        | Unico 12 squadre        | Unico 12 squadre        |
| Lombardia                | Girone A 14 squadre   | Girone A 14 squadre   | Girone A 14 squadre   | Girone B 14 squadre   | Girone B 14 squadre      | Girone B 14 squadre      | Girone C 14 squadre      | Girone C 14 squadre      | Girone C 14 squadre     | Girone D 14 squadre     | Girone D 14 squadre     | Girone D 14 squadre     |
| Marche                   | Girone A 11 squadre   | Girone A 11 squadre   | Girone A 11 squadre   | Girone A 11 squadre   | Girone A 11 squadre      | Girone A 11 squadre      | Girone B 12 squadre      | Girone B 12 squadre      | Girone B 12 squadre     | Girone B 12 squadre     | Girone B 12 squadre     | Girone B 12 squadre     |
| Piemonte - Valle d'Aosta | Girone A 18 squadre   | Girone A 18 squadre   | Girone A 18 squadre   | Girone A 18 squadre   | Girone A 18 squadre      | Girone A 18 squadre      | Girone B 18 squadre      | Girone B 18 squadre      | Girone B 18 squadre     | Girone B 18 squadre     | Girone B 18 squadre     | Girone B 18 squadre     |
| Puglia                   | Girone A 12 squadre   | Girone A 12 squadre   | Girone A 12 squadre   | Girone A 12 squadre   | Girone A 12 squadre      | Girone A 12 squadre      | Girone B 12 squadre      | Girone B 12 squadre      | Girone B 12 squadre     | Girone B 12 squadre     | Girone B 12 squadre     | Girone B 12 squadre     |
| Sardegna                 | Unico 7 squadre       | Unico 7 squadre       | Unico 7 squadre       | Unico 7 squadre       | Unico 7 squadre          | Unico 7 squadre          | Unico 7 squadre          | Unico 7 squadre          | Unico 7 squadre         | Unico 7 squadre         | Unico 7 squadre         | Unico 7 squadre         |
| Sicilia                  | Girone Est 11 squadre | Girone Est 11 squadre | Girone Est 11 squadre | Girone Est 11 squadre | Girone Est 11 squadre    | Girone Est 11 squadre    | Girone Ovest 9 squadre   | Girone Ovest 9 squadre   | Girone Ovest 9 squadre  | Girone Ovest 9 squadre  | Girone Ovest 9 squadre  | Girone Ovest 9 squadre  |
| Toscana                  | Girone A 16 squadre   | Girone A 16 squadre   | Girone A 16 squadre   | Girone A 16 squadre   | Girone A 16 squadre      | Girone A 16 squadre      | Girone B 16 squadre      | Girone B 16 squadre      | Girone B 16 squadre     | Girone B 16 squadre     | Girone B 16 squadre     | Girone B 16 squadre     |
| Umbria                   | Unico 13 squadre      | Unico 13 squadre      | Unico 13 squadre      | Unico 13 squadre      | Unico 13 squadre         | Unico 13 squadre         | Unico 13 squadre         | Unico 13 squadre         | Unico 13 squadre        | Unico 13 squadre        | Unico 13 squadre        | Unico 13 squadre        |
| Veneto                   | Girone Est 13 squadre | Girone Est 13 squadre | Girone Est 13 squadre | Girone Est 13 squadre | Girone Centro 13 squadre | Girone Centro 13 squadre | Girone Centro 13 squadre | Girone Centro 13 squadre | Girone Ovest 13 squadre | Girone Ovest 13 squadre | Girone Ovest 13 squadre | Girone Ovest 13 squadre |

## Formula
Non c'è una formula comune a tutti i campionati, perché sono gestiti in maniera differente da ogni regione. In generale, si segue lo schema dei gironi all'italiana che si concludono con i play-off e i play-out. Le squadre promosse vengono ammesse in Serie C, mentre, le formazioni retrocesse (qualora i campionati ammettano la retrocessione) sono costrette a giocare in Divisione Regionale 2.

## Verdetti
Di seguito le tabelle riepilogative delle promozioni dai vari comitati regionali
| Regione                  | Vincitori dei Gironi           | Vincitori dei Gironi           | Vincitori dei Gironi           | Vincitori dei Gironi      | Vincitori dei Gironi      | Vincitori dei Gironi      | Vincitori dei Gironi    | Vincitori dei Gironi    | Vincitori dei Gironi    | Vincitori dei Gironi    | Vincitori dei Gironi    | Vincitori dei Gironi    |
| ------------------------ | ------------------------------ | ------------------------------ | ------------------------------ | ------------------------- | ------------------------- | ------------------------- | ----------------------- | ----------------------- | ----------------------- | ----------------------- | ----------------------- | ----------------------- |
| Abruzzo                  | Nuovo Pineto Basket            | Nuovo Pineto Basket            | Nuovo Pineto Basket            | Nuovo Pineto Basket       | Nuovo Pineto Basket       | Nuovo Pineto Basket       | Nuovo Pineto Basket     | Nuovo Pineto Basket     | Nuovo Pineto Basket     | Nuovo Pineto Basket     | Nuovo Pineto Basket     | Nuovo Pineto Basket     |
| Calabria                 | Cestistica Gioiese             | Cestistica Gioiese             | Cestistica Gioiese             | Cestistica Gioiese        | Cestistica Gioiese        | Cestistica Gioiese        | Cestistica Gioiese      | Cestistica Gioiese      | Cestistica Gioiese      | Cestistica Gioiese      | Cestistica Gioiese      | Cestistica Gioiese      |
| Campania                 | SLZ Basket Solofra             | SLZ Basket Solofra             | SLZ Basket Solofra             | SLZ Basket Solofra        | SLZ Basket Solofra        | SLZ Basket Solofra        | Basket Mugnano          | Basket Mugnano          | Basket Mugnano          | Basket Mugnano          | Basket Mugnano          | Basket Mugnano          |
| Emilia-Romagna           | Despar 4 Torri                 | Despar 4 Torri                 | Despar 4 Torri                 | Despar 4 Torri            | Despar 4 Torri            | Despar 4 Torri            | Modena basket           | Modena basket           | Modena basket           | Modena basket           | Modena basket           | Modena basket           |
| Friuli-Venezia Giulia    | KK Bor Trst-Trieste            | KK Bor Trst-Trieste            | KK Bor Trst-Trieste            | KK Bor Trst-Trieste       | KK Bor Trst-Trieste       | KK Bor Trst-Trieste       | Collinare Fagagna       | Collinare Fagagna       | Collinare Fagagna       | Collinare Fagagna       | Collinare Fagagna       | Collinare Fagagna       |
| Lazio                    | Basket San Cesareo             | Basket San Cesareo             | Basket San Cesareo             | Basket San Cesareo        | Petriana Roma             | Petriana Roma             | Petriana Roma           | Petriana Roma           | Fortitudo Cisterna      | Fortitudo Cisterna      | Fortitudo Cisterna      | Fortitudo Cisterna      |
| Liguria                  | Aurora Basket Chiavari         | Aurora Basket Chiavari         | Aurora Basket Chiavari         | Aurora Basket Chiavari    | Aurora Basket Chiavari    | Aurora Basket Chiavari    | Aurora Basket Chiavari  | Aurora Basket Chiavari  | Aurora Basket Chiavari  | Aurora Basket Chiavari  | Aurora Basket Chiavari  | Aurora Basket Chiavari  |
| Lombardia                | Polisportiva Rondinella Basket | Polisportiva Rondinella Basket | Polisportiva Rondinella Basket | Robur et Fides Varese     | Robur et Fides Varese     | Robur et Fides Varese     | Pellico Verolanuova     | Pellico Verolanuova     | Pellico Verolanuova     | CarpeDiem Calolziocorte | CarpeDiem Calolziocorte | CarpeDiem Calolziocorte |
| Marche                   | Pallacanestro Pedaso           | Pallacanestro Pedaso           | Pallacanestro Pedaso           | Pallacanestro Pedaso      | Pallacanestro Pedaso      | Pallacanestro Pedaso      | Pesaro Basket           | Pesaro Basket           | Pesaro Basket           | Pesaro Basket           | Pesaro Basket           | Pesaro Basket           |
| Piemonte - Valle d'Aosta | Torino Teen Basket             | Torino Teen Basket             | Torino Teen Basket             | Torino Teen Basket        | Torino Teen Basket        | Torino Teen Basket        | Basket Lettera 22 Ivrea | Basket Lettera 22 Ivrea | Basket Lettera 22 Ivrea | Basket Lettera 22 Ivrea | Basket Lettera 22 Ivrea | Basket Lettera 22 Ivrea |
| Puglia                   | Messapica Basket Ceglie        | Messapica Basket Ceglie        | Messapica Basket Ceglie        | Messapica Basket Ceglie   | Messapica Basket Ceglie   | Messapica Basket Ceglie   | Mens Sana Mesagne       | Mens Sana Mesagne       | Mens Sana Mesagne       | Mens Sana Mesagne       | Mens Sana Mesagne       | Mens Sana Mesagne       |
| Sardegna                 | Aurea Sassari                  | Aurea Sassari                  | Aurea Sassari                  | Aurea Sassari             | Aurea Sassari             | Aurea Sassari             | Aurea Sassari           | Aurea Sassari           | Aurea Sassari           | Aurea Sassari           | Aurea Sassari           | Aurea Sassari           |
| Sicilia                  | Virtus Trapani                 | Virtus Trapani                 | Virtus Trapani                 | Virtus Trapani            | Virtus Trapani            | Virtus Trapani            | PGS Sales Catania       | PGS Sales Catania       | PGS Sales Catania       | PGS Sales Catania       | PGS Sales Catania       | PGS Sales Catania       |
| Toscana                  | Basket Sei Rose Rosignano      | Basket Sei Rose Rosignano      | Basket Sei Rose Rosignano      | Basket Sei Rose Rosignano | Basket Sei Rose Rosignano | Basket Sei Rose Rosignano | Virtus Certaldo         | Virtus Certaldo         | Virtus Certaldo         | Virtus Certaldo         | Virtus Certaldo         | Virtus Certaldo         |
| Umbria                   | Virtus Bastia                  | Virtus Bastia                  | Virtus Bastia                  | Virtus Bastia             | Virtus Bastia             | Virtus Bastia             | Virtus Bastia           | Virtus Bastia           | Virtus Bastia           | Virtus Bastia           | Virtus Bastia           | Virtus Bastia           |
| Veneto                   | Basket Marostica               | Basket Marostica               | Basket Marostica               | Basket Marostica          | Pallacanestro Mestrino    | Pallacanestro Mestrino    | Pallacanestro Mestrino  | Pallacanestro Mestrino  | JBR Basket Rovereto     | JBR Basket Rovereto     | JBR Basket Rovereto     | JBR Basket Rovereto     |